# 엘리오테리움
엘리오테리움(Elliotherium)은 트라이아스기 후기에 지금의 남아공에 살았던 키노돈트이다. 모식종은 엘리오테리움 케르스테니(Elliotherium kersteni)이며, 학명은 화석이 발견된 엘리오트 지층(Elliot Formation)의 이름을 따서 지어졌다.
1. ↑  Sidor, C. A.; Hancox, P. J. (2006년 3월). “ELLIOTHERIUM KERSTENI, A NEW TRITHELEDONTID FROM THE LOWER ELLIOT FORMATION (UPPER TRIASSIC) OF SOUTH AFRICA”. 《Journal of Paleontology》 80 (2): 333–342. doi:10.1666/0022-3360(2006)080[0333:EKANTF]2.0.CO;2. ISSN 0022-3360.